# Relations entre la Norvège et la Russie

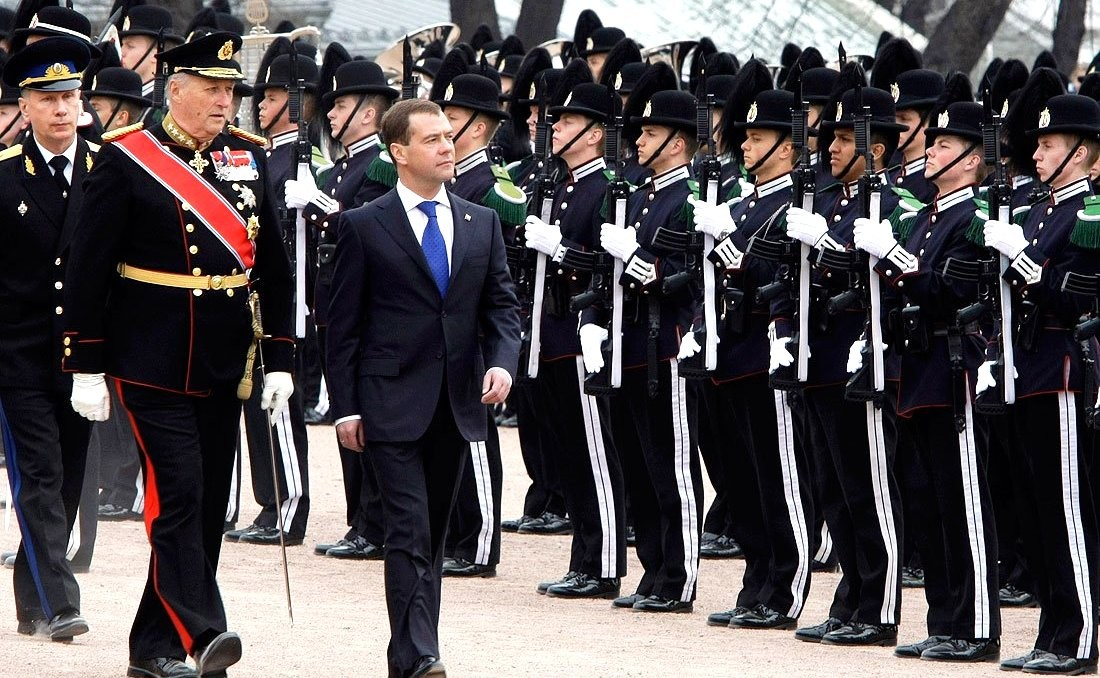
Le président russe Dmitri Medvedev et le roi norvégien Harald V lors d'une visite officielle de 2 jours en Norvège.

Les relations entre la Norvège et la Russie sont établies en 1905, peu de temps après l'indépendance de la Norvège. La Russie a une ambassade à Oslo et deux consulats à Barentsburg et Kirkenes tandis que la Norvège a une ambassade à Moscou et deux consulats à Mourmansk et à Saint-Pétersbourg.

## Historique
Le 27 avril 2010, à l'occasion d'une visite officielle du président russe Dimitri Medvedev, le différend frontalier de longue date entre les deux États en mer de Barents[précision nécessaire] est finalement résolu. La visite de Akhmed Zakaïev, ancien commandant militaire tchétchène au Oslo Freedom Forum en mai 2012 a cependant conduit à des plaintes formelles du gouvernement russe.

### Invasion russe de l'Ukraine
La Norvège soutient l'Ukraine dans sa lutte contre l'agression russe notamment en fournissant un soutien militaire. En février 2023, la Norvège a annoncé une aide militaire de 7 milliards de dollars étalé sur 5 ans. La Norvège rejoint le Danemark et les Pays-Bas dans la fourniture d'avion F-16 à l'Ukraine.
En avril 2023, 15 diplomates russes accusés d’espionnage ont été expulsé de Norvège. En réponse, la Russie a expulsé 10 diplomates norvégiens. La Norvège est inscrite sur la liste des pays ''inamicaux" de la Russie.

## Dans la fiction
- Occupied (2015), série télévisée norvégienne.

## Lectures approfondies
- Соседи на Крайнем Севере: Россия и Норвегия: От первых контактов до Баренцева сотрудничества. Учебное пособие / Под ред. Т. Т. Фёдоровой. — Мурманск: Мурманское книжное издательство, 2001. — 384 с. — 1000 экз. —  (ISBN 5-85510-241-6)